# Mayadunne
Mayadunne (singhalais : මායාදුන්නේ) (1501–1581) est un souverain du  royaume de Sitawaka, qui règne 60 ans entre 1521 et 1581. Mayadunne est un féroce opposant aux Portugais, qui abordent sur l'île de Ceylan en  1505. Il consacre son règne à tenter d'écarter son frère Bhuvanaikabahu VII, le roi de  Kotte et ainsi de préserver l'indépendance du Sri Lanka des intrigues des Portugais. Il attaque en permanence les domaines de Bhuvanaikabahu VII de Kotte.

## Biographie

### Origine
Mayadunne naît vers 1501 à Kotte dans le  royaume de Kotte. Il est le fils de  Vijaya Bahu VII qui règne entre 1509 et 1521. Mayadunne est le cadet des fils, né de l'union de Vijaya Bahu VII et de sa principale épouse. Il a deux frères germains
Bhuvanaikabahu et Raigama Bandara, l’aîné Bhuvanekabahu succède à leur père comme roi de Kotte de 1521 à 1551.

### Wijayaba Kollaya
En 1521 avec ses deux frères germains Bhuvanekabahu et Raigama Bandara, nés de la principale épouse de Vijaya Bahu VII, ils se révoltent contre leur père qu'ils soupçonnent de vouloir transmettre après sa mort le trône de Kotte à Devaraja  leur demi-frère consanguin  né d'une épouse secondaire. Bien que Mayadunne soit le plus jeune des trois frères il est le maître d’œuvre de la révolte qui se termine par le meurtre du père Vijaya Bahu VII qui est assassiné par un sicaire étranger et le royaume de Kotte est partagé entre les trois frères. Cet épisode dramatique est connu sous le nom de  « Wijayaba Kollaya » que l'on peut traduire par la  « Spoliation de  Vijayabahu ». Bhuvanekabahu devient le roi  Bhuvanaikabahu VII de Kotte et s'établit dans le royaume Kotte incluant les actuels districts de Colombo, Gampaha et la  Province du nord-ouest ainsi que la côte de la  province du sud. Raigama Bandara obtient Raigama avec le contrôle de l'actuelle région de Kalutara & province du sud à l’exception de la côte qui demeure sous l'autorité de Kotte. Mayadunne quant à lui établit un nouveau royaume de Sitawaka l'actuel  Avissawella (en), contrôlant la moderne province de Sabaragamuwa avec Kegalle  et Ratnapura.

### Guerre avec les Portugais
Mayadunne et le royaume de Sitawaka sont impliqués dans la guerre Cinghalo-portugaise, et stoppent les forces du Ceylan portugais présentes sur l'île. À cette époque, il s'agit d'une sévère défaite pour les Portugais au Ceylan. Mayadunne et son fils Rajasinha I combattent les Portugais lors de la bataille de Mulleriyawa et remportent la victoire. Le royaume de Sitawaka devient une puissance capable de tenir tête aux Portugais, qui perdent alors l'opportunité d'établir leur contrôle sur l'île entière.

## Articles liés
- Liste des souverains de Ceylan
- Royaume de Sitawaka